# Piedeloro
Piedeloro (El Pieloro en asturiano y oficialmente) es una parroquia asturiana perteneciente al concejo de Carreño, en el norte de España. Cuenta con una población de 186 habitantes de acuerdo al INE de 2021 que se reparten en una superficie de 5,83 kilómetros cuadrados. Limita al norte con la parroquia de Bocines en el concejo vecino de Gozón, al noroeste con Cardo también en Gozón y al noreste con Candás, que es la capital del concejo; al sur con la parroquia de Logrezana y por último al este con Perlora.
Cuenta con el templo parroquial de la Iglesia de Santa María de Piedeloro cuya nave del cuerpo principal está fechada en el siglo XIII, habiendo sido construida entre los siglos XIII y XIV, la capilla mayor protogótica, que sustituye al ábside románico.

## Entidades de población
Cuenta con las entidades de población de:
- Alto la Iglesia (L'Alto la Ilesia)
- Los Caleros
- Campollungu
- Cellero (El Cellero)
- Espeñada (La Espeñada)
- Estación (La Estación)
- La Frana
- Llaneces
- El Llano
- Raitán (El Raitán)
- Rendaliego (El Rendaliego)
- La Xunca
- Zanzabornín (San Zabornín)

## Transportes
La parroquia es atravesada por la carretera AS-110 que une Candás con Tamón, así como por múltiples carreteras locales que llegan a todos sus barrios. Cuenta además con un apeadero de la línea de cercanías C-4 que une Gijón con Cudillero, ubicado en Zanzabornín.